# 内部革命組織
内部革命組織（ないぶかくめいそしき、ブルガリア語: Вътрешна революционна организация; ВРО / ラテン文字表記:Batreshna Revolyutsionna Organizatsiya; VRO、英語: Internal Revolutionary Organisation; IRO）はブルガリアの革命家ヴァシル・レフスキによって設立され、1867年から1871年にかけて活動したブルガリアの革命運動組織。これは地域ごとの革命委員会のネットワーク組織であり、ロヴェチの中央委員会によって統括されていた。内部革命組織の設立は、在ルーマニアのブルガリア人のコミュニティでのブルガリア解放闘争をブルガリア本国に持ち込むというヴァシル・レフスキの案に従ったものである。
1871年、ヴァシル・レフスキは自身の政治信条である、ブルガリア全土での革命によるオスマン帝国からの独立と、宗教や民族の別によらず全ての国民が平等である民主的な共和制のブルガリア建国という精神を反映した、革命組織の憲章を準備した。
1871年の終わりに、レフスキは、ブルガリア革命中央委員会（Български революционен централен комитет; ВРЦК / Balgarski Revolyutsionen Tsentralen Komitet、en）の委員長であるリュベン・カラヴェロフ（Любен Каравелов / Lyuben Karavelov）と共同で、ブルガリア内外の革命委員会の協力によるオスマン帝国に対する闘争を了解した。その終局として、1872年5月、ブカレストにて、両者は共同の憲章および規則を作成し、受容、両者を「ブルガリア革命中央委員会」の名称の下に統合することを決めた。（ブルガリア革命中央委員会も参照）
内部革命組織の活動の目標と基本原理は、後のブルガリアの革命組織の設立とその方針設計に大きく影響を与えている。その影響を受けている革命組織としては、オスマン帝国で1893年から1912年にかけて活動した内部マケドニア・アドリアノープル革命組織、その後継組織であり1919年から1941年にかけてギリシャ領のマケドニアやユーゴスラビア領マケドニアで活動した内部マケドニア革命組織、そして1922年から1934年にかけて西トラキアで活動した内部トラキア革命組織、1923年から1940年にかけてドブルジャで活動した内部ドブルジャ革命組織、西方失地で1921年から1941年にかけて活動した内部西方失地革命組織などがある。